# Красноармейский сельский совет (Крым)
Красноарме́йский се́льский сове́т (укр. Красноармійська сільська рада, крымскотат. Mırza Qoyaş köy şurası), согласно законодательству Украины — административно-территориальная единица в Красноперекопском районе Автономной Республики Крым.
Население по переписи 2001 года 1468 человек. Площадь сельсовета 112 км².
К 2014 году состоял из 3 сёл:
- Красноармейское
- Надеждино
- Смушкино

## История
Дата образования сельсовета точно неизвестна: по данным книги «Города и села Украины. Автономная Республика Крым. Город Севастополь. Историко-краеведческие очерки.» сельсовет был создан в 1977 году, но в справочнике «Крымская область. Административно-территориальное деление на 1 января 1977 года» его ещё нет, как и в труде «Історія міст і сіл Української РСР. Том 26, Кримська область.» 1974 года.
С 12 февраля 1991 года сельсовет в восстановленной Крымской АССР, 26 февраля 1992 года переименованной в Автономную Республику Крым. С 21 марта 2014 года в составе Крыма аннексирован Россией. Законом «Об установлении границ муниципальных образований и статусе муниципальных образований в Республике Крым» от 4 июня 2014 года территория административной единицы была объявлена муниципальным образованием со статусом сельского поселения.